# Willem Jan Elias van Lynden
Willem Jan Elias baron van Lynden, heer van Hemmen (Amsterdam, 9 december 1791 - Hemmen, 8 september 1860) was een Nederlands bestuurder en politicus.

## Familie
Van Lynden was lid van de familie Van Lynden en een zoon van Eerste Kamer-lid mr. Frans Godard baron van Lynden, heer van Hemmen (1761-1845) en Margaretha Clara Munter (1758-1833). Hij trouwde in 1832 met Constance Jeannette Louise Caroline von Nagell-Gartrup (1804-1867); uit dit huwelijk werden negen kinderen geboren.

## Loopbaan
Van Lynden van Hemmen was een Gelderse landedelman en ambachtsheer van Hemmen, die zich in 1840 in de Dubbele Kamer enkele keren aansloot bij de liberale opposanten tegen koning Willem I. Hij stemde tegen de voorstellen over onder meer de ministeriële verantwoordelijkheid en de Staten-Generaal.
- Biografisch Portaal: 45102328
- Parlement.com: vg09llt8acur